# Penrith Panthers
I Penrith Panthers sono una squadra di club professionistica di rugby a 13 australiana con base nel sobborgo di Penrith, a est di Sydney. La squadra ha la base a 55 km ad ovest del centro di Sydney, ai piedi delle Blue Mountains.
I Panthers vennero ammessi nella competizione New South Wales Rugby League nel 1967 e lottò per quasi vent'anni prima di raggiungere finalmente la loro prima serie di finali. I Panthers fecero la sua prima apparizione alla Grand Final nel 1990, ma vennero sconfitti dai Canberra Raiders per 18-14. L'anno seguente, i Panthers giocarono di nuovo contro i Raiders nella Grand Final del 1991, questa volta vincendo il match per 19-12.
Il successo più recente dei Panthers fu contro i Sydney Roosters nella Grand Final del 2003, in cui i Panthers erano considerati sfavoriti, ma riuscirono ad avere la meglio con una vittoria di 18-6.
Anthony Griffin è stato nominato come allenatore nell'ottobre del 2015. Nella stagione 2016, Matt Moylan è il capitano, ruolo che mantiene nella stagione 2017. La personalità dei media sportivi Phil Gould è il manager delle operazioni sportive del club. OAK Milk è stato lo sponsor principale del club sin dal 2012.

## Storia
Varie squadre di Penrith teams giocarono tra il 1912 ed il 1966 nella Western Districts League sotto il controllo del Western Suburbs RLFC. Nella competizione di Parramatta dopo che il Parramatta venne ammesso alla NSWRL nel 1947, ed anche in una competizione di seconda categoria di Sydney introdotta dalla NSWRL nel 1962. Questa volta, una singola squadra di rugby a 13 emerse nell'area di Penrith nel 1964 fu nota come i Penrith Panthers. La pantera venne scelta come simbolo per la squadra di Penrith emblem dopo una competizione pubblica vinta da Deirdre Copeland, un'artista grafica proveniente da Emu Plains.
Nel 1966 si disse che la New South Wales Rugby League in 1967 introdurrebbe due nuove squadre alla Sydney premiership. Ci furono tre squadre were three teams mirando per i due posti proposti, Penrith, Cronulla-Sutherland, e i Wentworthville Magpies. Al Cronulla-Sutherland è stato assicurato un posto, lasciando il Penrith ed il Wentworthville a lottare per l'altro posto. La NSWRL eventualmente puntò sul Penrith dovuto alla loro ubicazione e ad una vittoria del titolo della seconda divisione nel 1966.
Dopo l'ammissione nel campionato nel 1967, la squadra subitamente arrivò penultima nella classifica della competizione. Le speranze del Penrith crebbero nel 1968, sotto la guida del nuovo capitano-allenatore Bob Boland, quando vinsero la competizione pre-stagione e finirono ottavi, ma questo progresso si dimostrò effimero.
I Panthers ebbero problemi ad attirare i giocatori esperienti di cui sapevano di aver bisogno, pur avendoo dei buoni talenti giovanili in arrivo, essi non riuscirono ad ottenere la leadership nel campo di cui avevano bisogno. Per i Panthers bastò attendere finché potessero sviluppare le loro 'stelle'. Di conseguenza, la squadra lottò per quasi vent'anni prima di raggiungere la sua prima serie di finali nel 1985, con una squadra che vantava tra i suoi giocatori la nuova stella locale Greg Alexander e Royce Simmons nel ruolo di capitano.
Il Penrith sviluppò una forte squadra alla fine degli anni 80 per prendere un impulso. Per la prima volta, i Panthers arrivarono alla Grand Final nel 1990, con una squadra che vantava giocatori famosi come Greg Alexander, John Cartwright, Brad Fittler e Mark Geyer, per poi essere sconfitta dai Canberra Raiders per 18-14. Un anno più tardi, i Panthers si scontrarono di nuovo contro i Raiders nella Grand Final, questa volta vincendo per 19 a 12, incluse due mete segnate da Royce Simmons, l'ex-capitano della squadra nella sua ultima partita. La squadra arrivò a giocare contro il Wigan in Inghilterra per il World Club Challenge del 1991, ma fu sconfitta dai campioni britannici per 21–4.
Il loro regno durò poco, quando nel 1992 una tragedia colpì la squadra quando il fratello minore del capitano Greg Alexander, Ben, morì in un incidente automobilistico. Greg e i suoi più vicini amici di famiglia Mark Geyer e Brad Fittler lasciarono il club in seguito (Fittler lasciò il club dopo che il Penrith firmò un contratto per giocare la Super League) e il coach Phil Gould lasciò la squadra a metà della stagione 1994.
I Panthers vennero allenati dall'ex-giocatore e capitano del club Royce Simmons a partire dale ultime sei partite nel 1994 fino alla fine del 2001.
La squadra arrivò alla finale durante la stagione 1997 della Super League e successivamente nel 2000, nella neonata NRL.
Nel 2001, la squadra arrivò ultima in classifica e fu l'ultima stagione di Royce Simmons come allenatore dei Panthers, e venne rimpiazzato da John Lang, del Cronulla nella stagione 2002, in cui finirono dodicesimi. La loro ultima partita della stagione 2002 mostrò speranza mentre procederono a battere i Northern Eagles, eliminandoli dalle ultime otto.
Questo mostrò la promessa che doveva arrivare l'anno successivo. Con l'ingaggio di Preston Campbell e Joe Galuvao, la loro squadra si animò nel 2003. Reduce da 3 sconfitte ad inizio stagione, i Panthers continuarono a perdere solo altri 3 match per il resto del campionato con il loro eroe locale, Rhys Wesser segnando il record del club di 25 mete. I Panthers si consacrarono Minor Premiers dopo aver convincentemente vinto contro i Parramatta Eels nell'ultima giornata di campionato. Nella serie dei Finals, il Penrith sconfisse i Brisbane Broncos e i New Zealand Warriors per raggiungere la Grand Final del 2003 contro i Sydney Roosters. Inizialmente dati come sfavoriti, il Penrith batté i Roosters per 18-6. Il tallonatore Luke Priddis ricevette la Clive Churchill Medal. Il match è anche ricordato per uno spettacolare placcagio di Scott Sattler nel secondo tempo, in cui egli intercettò e placcò il tre-quarti ala dei Roosters Todd Byrne, che stava correndo verso sinistra per una quasi certa meta. Il Penrith perse il World Club Challenge del 2004 nel seguente pre-stagione, con la vittoria dei Bradford Bulls, che li batté per 22–4 in temperature sotto zero. Tuttavia, i Panthers si radunarono dopo quella sconfitta e nuovamente si qualificarono per la semifinale della NRL, finendo quarti e sconfiggendo il St George Illawarra nella prima settimana delle semifinali prima di essere eliminata dai Bulldogs nelle qualificazioni della Grand Final due mesi più tardi.
I Panthers non riuscirono a qualificarsi tra le primer 8 nel 2005, finendo fuori per due punti e al decimo posto nelle percentuali e resistettero ad un'altra stagione sotto tono nel 2006, questa volta finendo vicini alle finali, concludendo l'anno al dodicesimo posto. La stagione si scoprì essere scarsa per i Panthers, che vinsero solo otto partite, finirono ultimi e "vinsero" il cucchiaio di legno per la seconda volta in sei anni dopo una sconfitta contro i New Zealand Warriors nell'ultima giornata della stagione del campionato.
Nel 2008, i Panthers migliorarono quattro punti sulla loro performance del 2007 finendo al dodicesimo posto tra le 16 squadre nella NRL con 10 vittorie, un pareggio 13 sconfitte. Nel 2009, finirono la stagione all'undicesimo posto tra le 16 squadre della NRL con 11 vittorie, un pareggio and 12 sconfitte.
Nel 2010, i Panthers ebbero un'eccellente stagione, finendo al secondo posto nella classifica delle 16 squadre, con 16 vittorie e 9 sconfitte. Tuttavia, nel primo turno della serie delle Finals, vennero sconfitti per 22-24 in casa dai Canberra Raiders e vennero eliminati nel secondo turno quando persero per 34-12 contro i Sydney Roosters.
Michael Gordon in quell'anno giocò molto bene, stabilendo due nuovi record per il club. Alla ventiquattresima giornata, contro i South Sydney Rabbitohs, egli stabilì il record per più punti segnati in una sola partita: 30. Alla fine della stagione regolare, durante l'incontro 24 della ventiseiesima giornata, Gordon stabilì anche un nuovo record per la squadra per il maggior numero di punti segnati in una sola stagione: 270.
Nel 2011 seguendo un terribile inizio nella stagione, i dirigenti dei Panthers decisero di tagliare i legami con il coach Matthew Elliot a fine stagione. Il 20 giugno del 2011, Elliot si dimise da allenatore e allo stesso giorno, Steve Georgallis venne nominato come allenatore ad interim per il resto della stagione. Il 29 giugno, Ivan Cleary fu confermato come allenatore per le 3 stagioni successive, con Georgallis rimanendo come viceallenatore per il resto della stagione.
Dopo una stagione 2010 in cui il club arrivò sopra ed oltre le aspettative, i Panthers videro per iniziare la nuova stagione puntando in alto. Ma non fu così, tuttavia, quando furono battuti dal Newcastle al Centrebet Stadium, 42-8. Mentre la seconda giornata finì meglio per la squadra, battendo i rivali del Parramatta Eels al Parramatta Stadium per 20-6, la stagione fu marcata dall'inconsistenza mentre la squadra finì dodicesima in classifica.
La stagione 2012 fu deludente per i Panthers, finendo penultimi con un record di 8-16. Tuttavia, la squadra scoprì un nuovo talento sotto la forma del tre-quarti ala Josh Mansour, un candidato del Rookie of the Year e il cambio di posizione riuscito di Lachlan Coote da estremo a mediano d'apertura.
La stagione 2013 iniziò male per i Panthers; dopo una prima vittoria contro i Raiders, la squadra perse nei loro cinque match successivi. Tuttavia, una performance più ispirata contro i Parramatta Eels nella settima giornata, in cui vinsero per 44-12, fu un innesco per una corsa più forte; quattro vittorie da cinque match per vedere il Penrith spostarsi tra i primi otto del campionato. Le quattro vittorie inclusero una vittoria per 12-10 contro i campioni in carica, i Melbourne Storm, e una schiaccianta sconfitta per 64-6 dei New Zealand Warriors. Tuttavia, un anno dopo con risultati misti. Il Penrith finì decimo, una vittoria fuori dai primi otto. A fine stagione, giocatori tra cui Luke Walsh, Lachlan Coote, Mose Masoe, Brad Tighe e Clint Newton uscirono dalla squadra.
Una revisione della rosa della squadra vide l'arrivo di giocatori di grande nome come Jamie Soward, Peter Wallace, Jamal Idris, Tyrone Peachey and Elijah Taylor al Penrith, mentre Matt Moylan prese il posto di estremo vacante lasciato dopo l'uscita di Lachlan Coote.
Il 2014 fu una buona annata per il Penrith mentre si qualificò per le finali e arrivò alla finale preliminare prima di perdere per 18-12 contro il Canterbury.
I Penrith Panthers celebrarono i loro 50 anni nella NRL nel 2016.
Nel 2017, Il Penrith finì settimo nella classifica della NRL Premiership e si qualificò per le finali. I Panthers sconfissero i Sea Eagles nella prima settimana delle finali per 22-10 e poi vennero sconfitti dai Broncos la settimana successiva per 13-6 al Suncorp Stadium, quindi eliminandoli dalla competizione. La squadra delle riserve del Penrith ebbero una performance migliore, vincendo per la prima volta la Intrust Super Premiership sconfiggendo il Wyong per 20-12 e poi battendo i PNG Hunters la settimana seguente nella finale dello State Championship per 42-18.

## Sponsor
Per tutti i suoi 46 anni di esistenza, i Panthers ebbero otto sponsor principali (Questi sponsor appaiono sul fronte della maglia).
- FEENEY (1977)
- Alpha Micro (1984–85)
- Radio 2KA (1986–87)
- Penrith City (1988)
- Calphos (1989)
- Dahdah Uniforms (1990-1993)
- Prospect Electricity (1994-1995)
- Classifieds (1996)
- Sanyo (2000-2012)
- OAK Milk (2012–present)

## Nome e colori
I colori della tenuta del Penrith nella 1966 NSWRL Second Division e nei primi anni erano l'azzurro e il bianco, ma siccome il Cronulla-Sutherland registrò per primo un design di maglia azzurro, e con il Newtown, il Canterbury, l'Eastern Suburbs e il Parramatta che indossano vari toni di blu, il Penrith andò in cerca di un'alternativa. Una decisione venne fatta per cambiare i loro colori al marrone con una V bianca. Questa decisione poi li conferì l'affezionato soprannome di "Chocolate Soldiers" (''Soldati di cioccolato'') grazie al radiocronista Frank Hyde che scrisse nel giornale Penrith Club "questi soldati di cioccolato dall'ovest – non si sciolgono!".
La squadra è nota come 'Panthers' (pantere) all'inizio del 1970.
Nel 1974 il Penrith cambiò la sua divisa a una maglia marrone e bianca e di nuovo, nel 1991 cambiarono i colori della maglia a una maglia nera con strisce bianche, rosse, gialle e verdi (conferendo alla squadra un altro soprannome relativo ai dolci, i Liquorice Allsorts (caramelle alla liquirizia assortite)) fino al 1997 quando tutte le squadre aderenti alla Super League ebbero le maglie prodotte dalla Nike. Il giallo venne rimosso dalla maglia a questo punto. Poi, nel 2000, la squadra cambiò i suoi colori di nuovo, al nero, rosso ruggine, foglia di tè e bianco. Nel 2004 il design della divisa cambiò di nuovo fino al suo design attuale. Il giovedì 23 novembre del 2006, la squadra lanciò una nuova divisa di 'trasferta/alternativa' predominantemente bianca in netto contrasto con il design della tenuta casalinga nera.
Appena prima di Natale del 2007, i Panthers lanciarono una nuova tenuta di casa predominantemente nera con artigli grigio chiaro su ogni fianco, sul fronte e sul retro. Per la stagione 2010, i Panthers lanciarono una nuova divisa di trasferta predominantemente foglia di tè, questa divisa riconduce quella di trasferta usata nelle stagioni 2003 e 2004. Mentre i colori ufficiali sono ancora il nero, il foglia di tè e il rosso ruggine, la divisa in trasferta è stata scelta per rappresentare il colore secondario. L'introduzione del colore foglia di tè nello schema di colori dei Panthers si riconduce al colore unico delle loro divise della seconda divisione, prima del il bianco e marrone.
A fine ottobre del 2010, i Panthers annunciarono che il rosso ruggine non sarebbe più un colore secondario del club. Una nuova maglia venne lanciata, nera con segni di artigli grigi in ogni fianco. Anche la tenuta di trasferta color foglia di tè venne scartata dopo la quarta giornata di campionato, nella stagione 2011, quando una nuova divisa di trasferta bianca con segni di artigli grigi e strisce foglia di tè venne annunciata come la maglia secondaria della squadra.
Per la stagione 2014 i Panthers indossarono una maglia di casa nera rivisitata, mentre la maglia di trasferta bianca mostra prominentemente il nuovo logo del club. Anche la maglia rosa venne mantenuta come terza maglia, e usata nel Women in League round (giornata delle Donne nel Rugby a 13) e nel Breast Awareness round (giornata della consapevolezza del cancro al seno), o quando entrambe le tenute non contrasterebbero con quelle della squadra avversaria. C'è stata anche una speciale maglia aborigena, indossata nella ventitreesima giornata, l'Indigenous Awareness round (giornata della consapevolezza indigena).

### Divise di casa

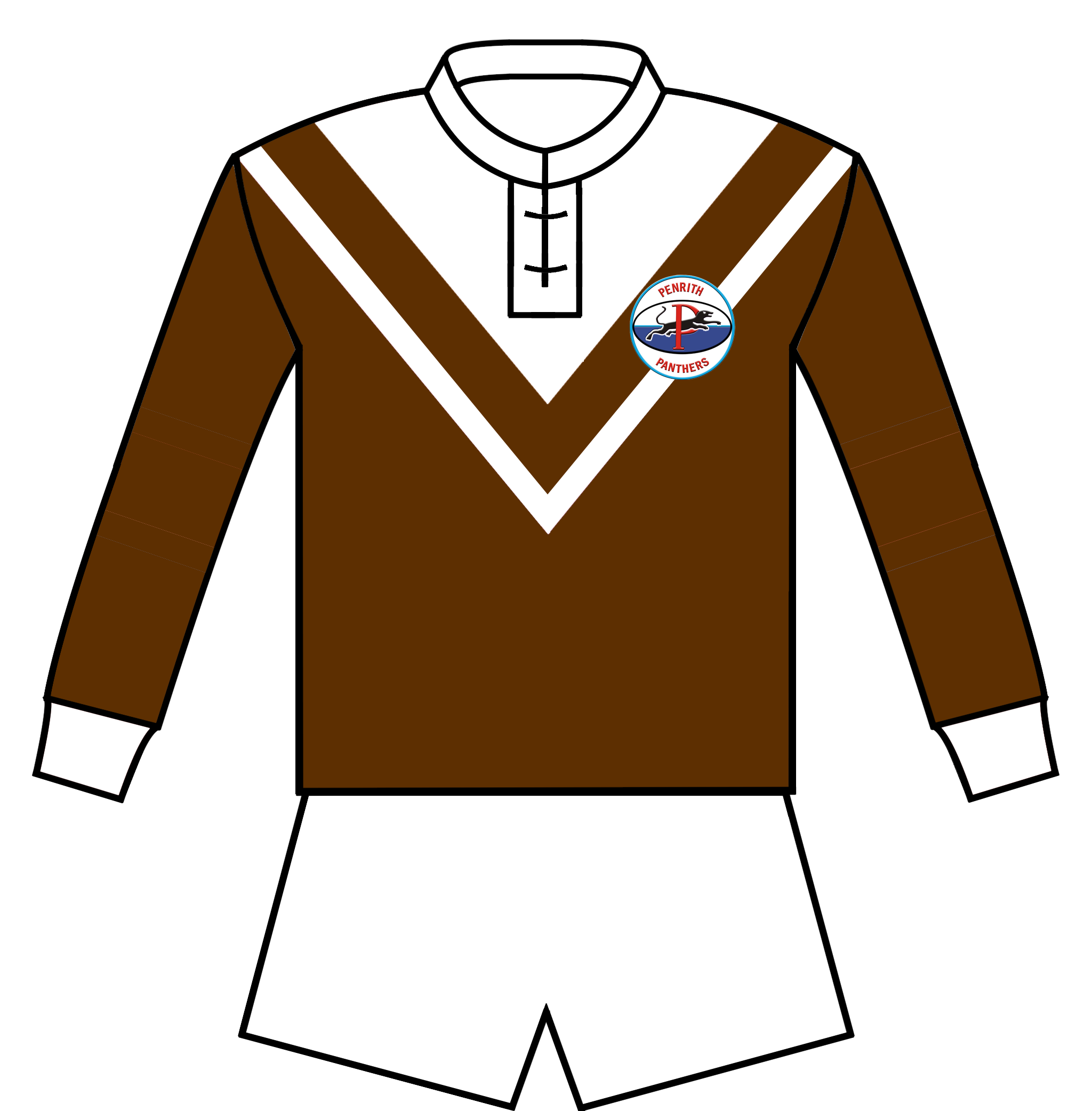
Divisa di casa (1967)
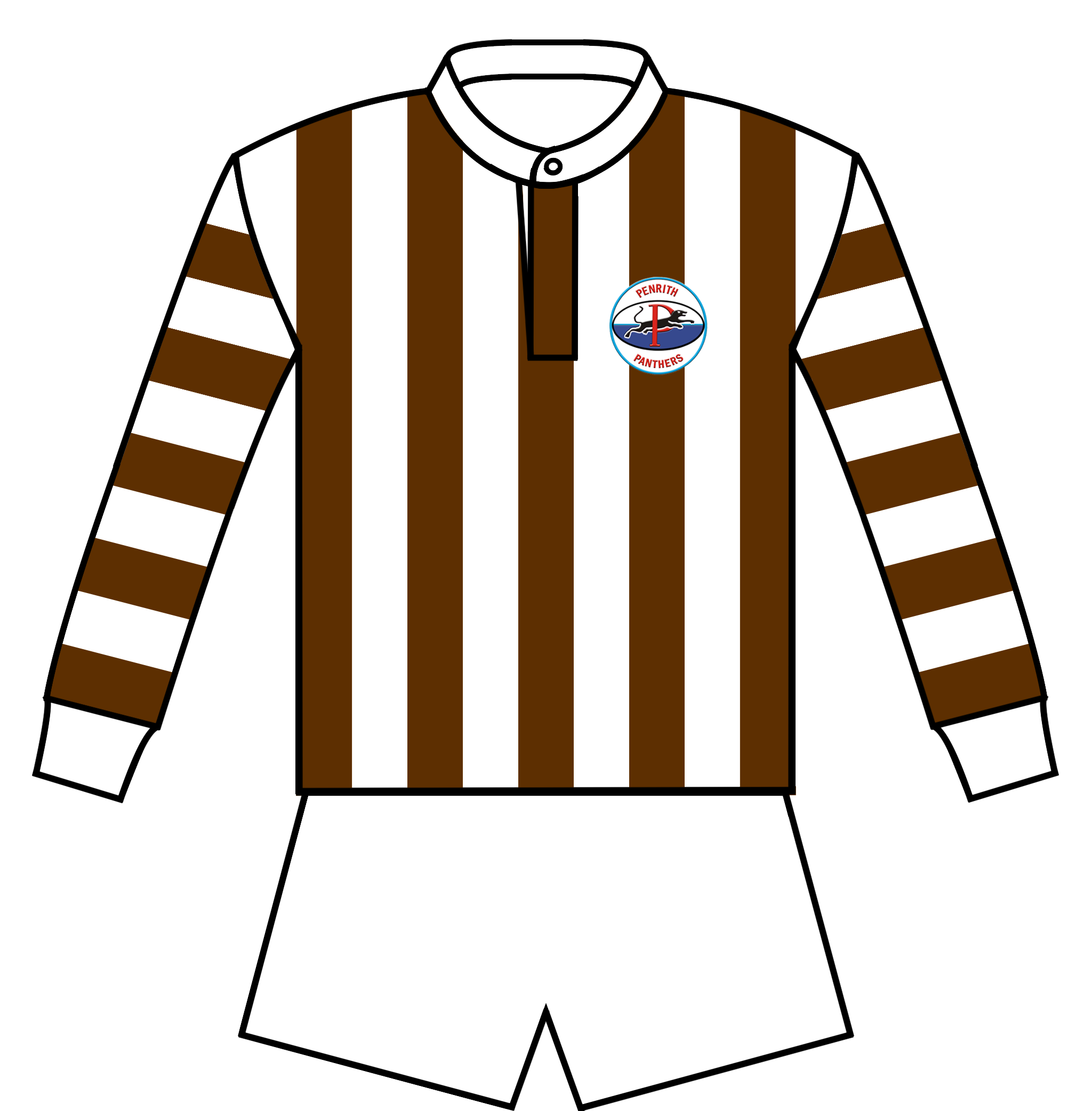
Divisa di casa (1970)
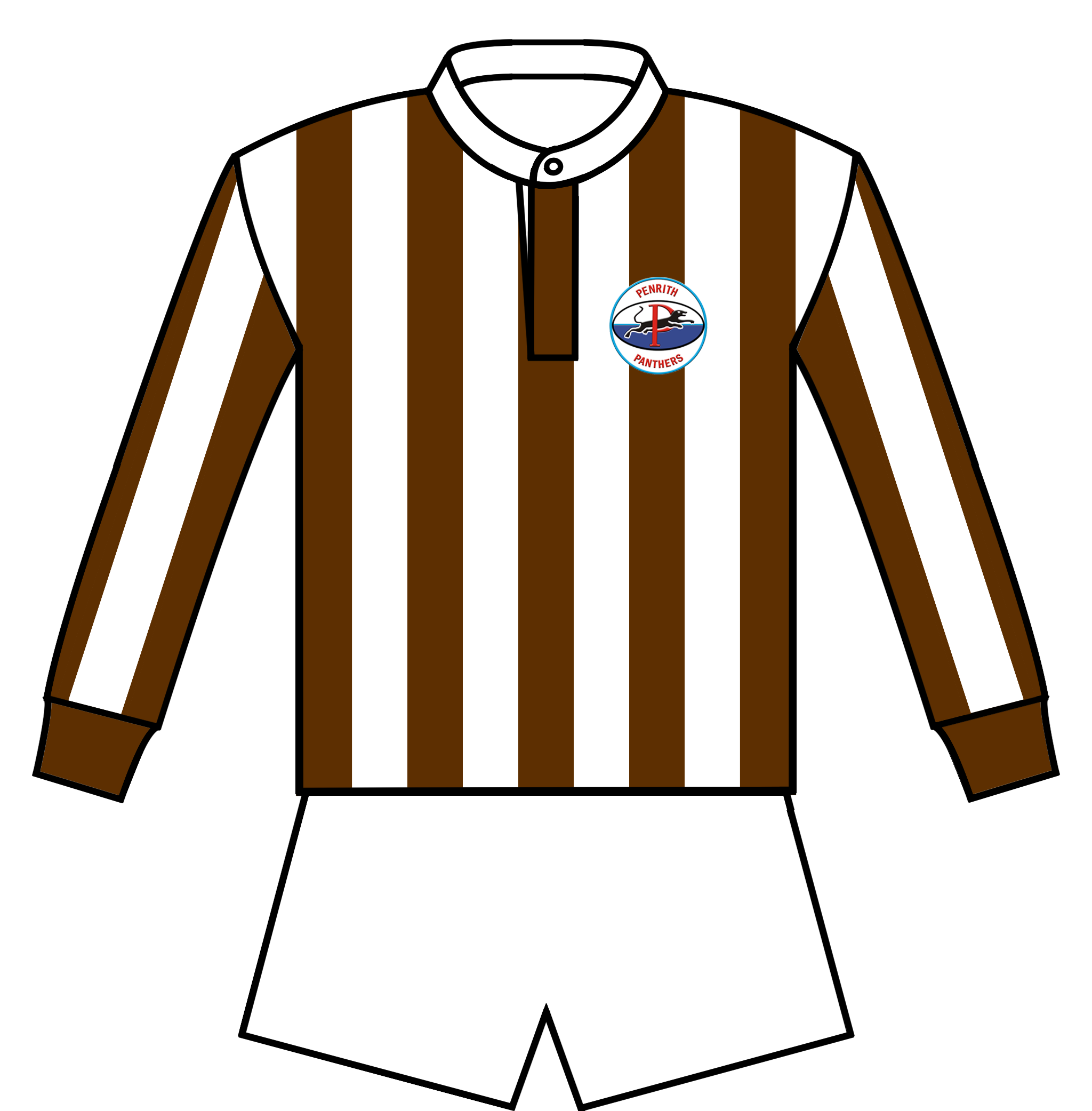
Divisa di casa (1971)
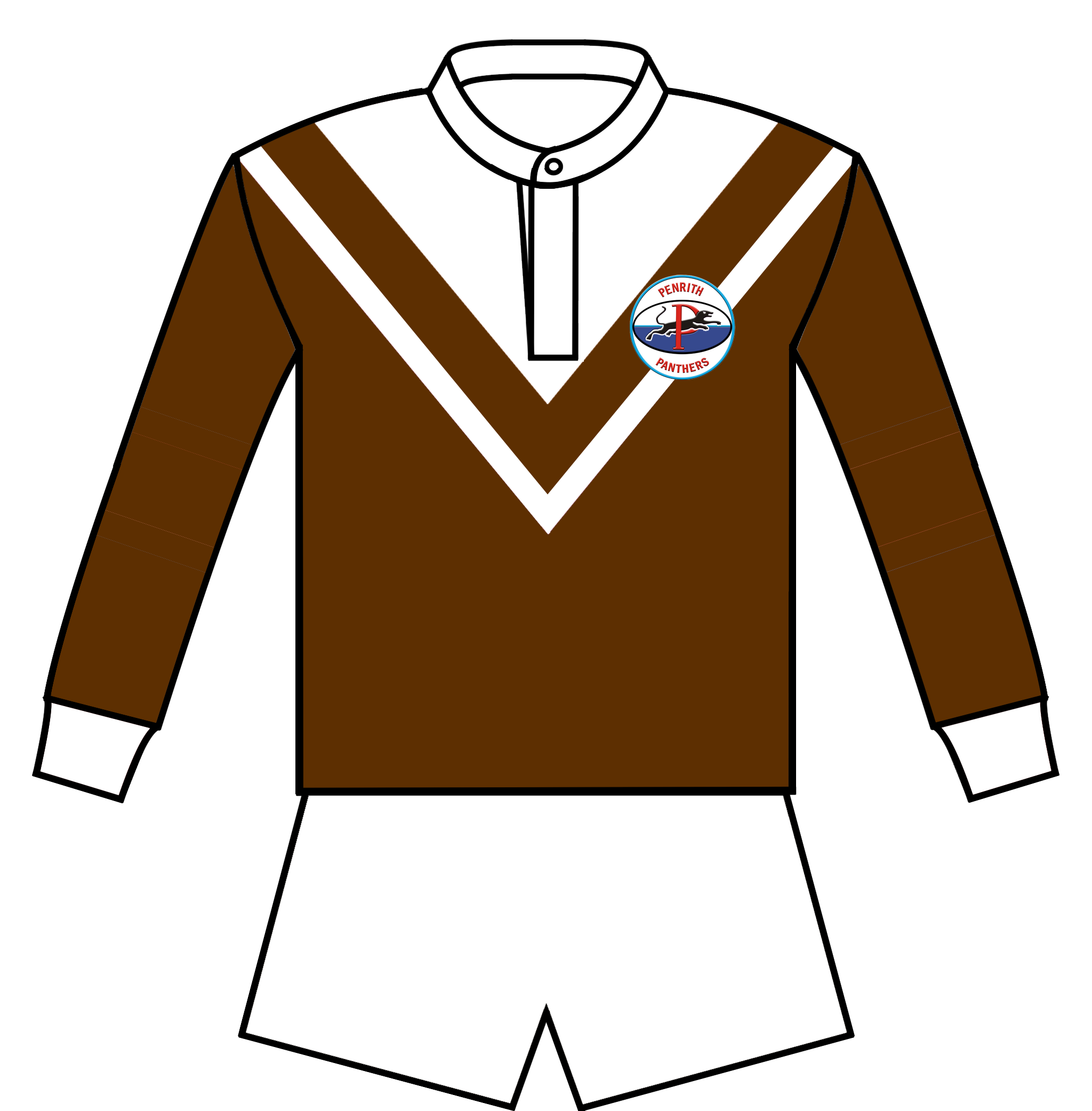
Divisa di casa (1972)
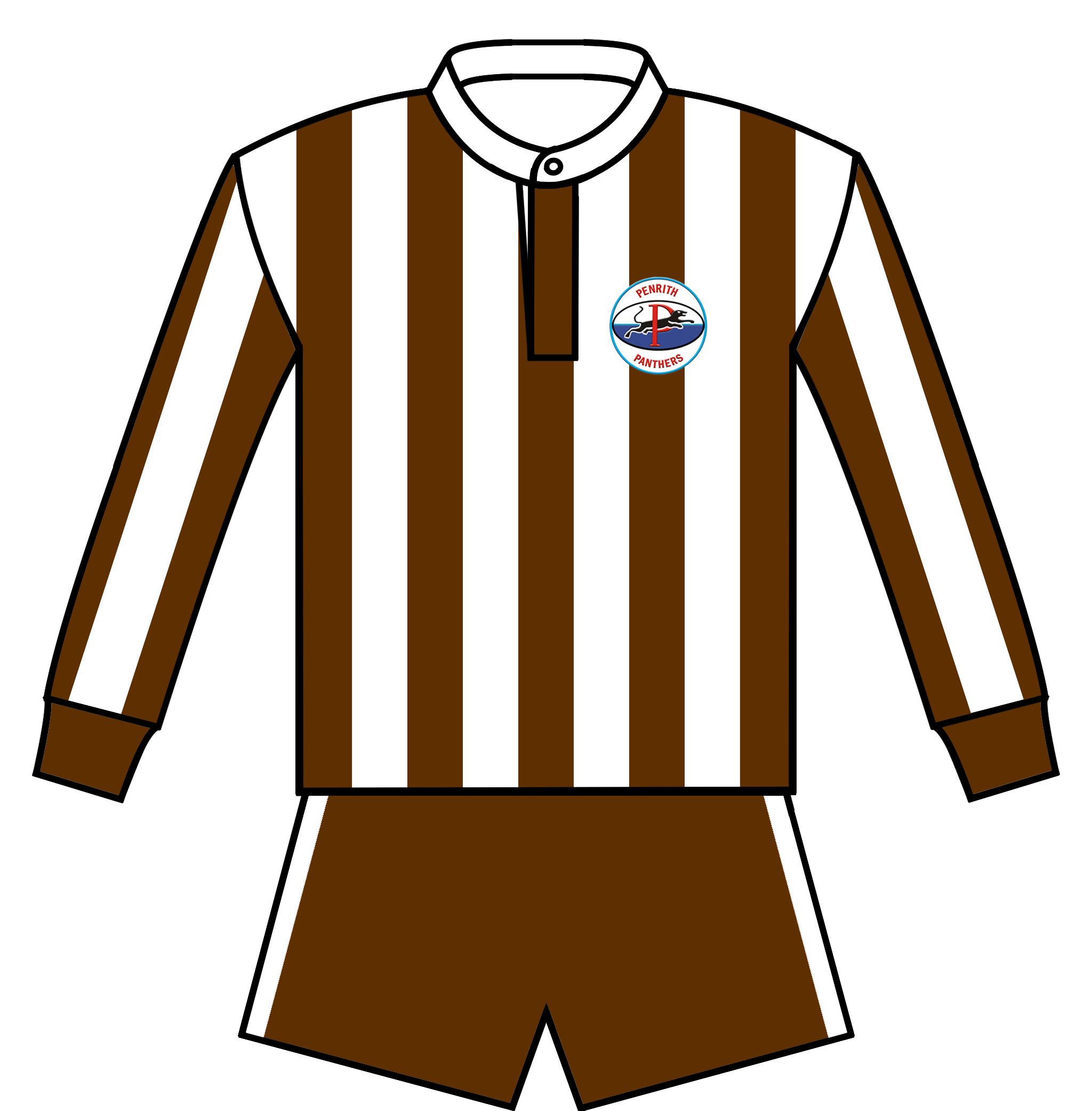
Divisa di casa (1975)
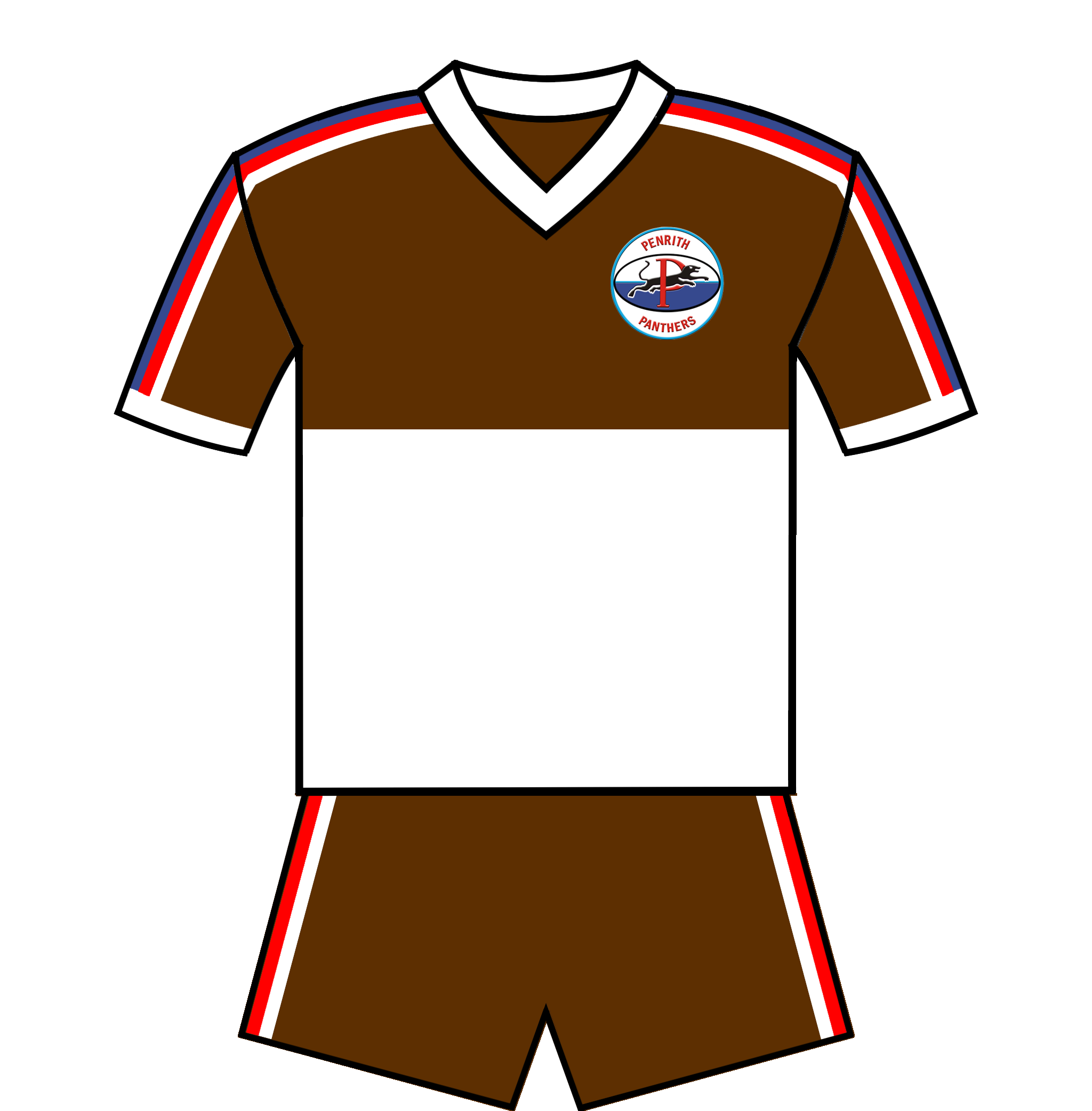
Divisa di casa (1976)
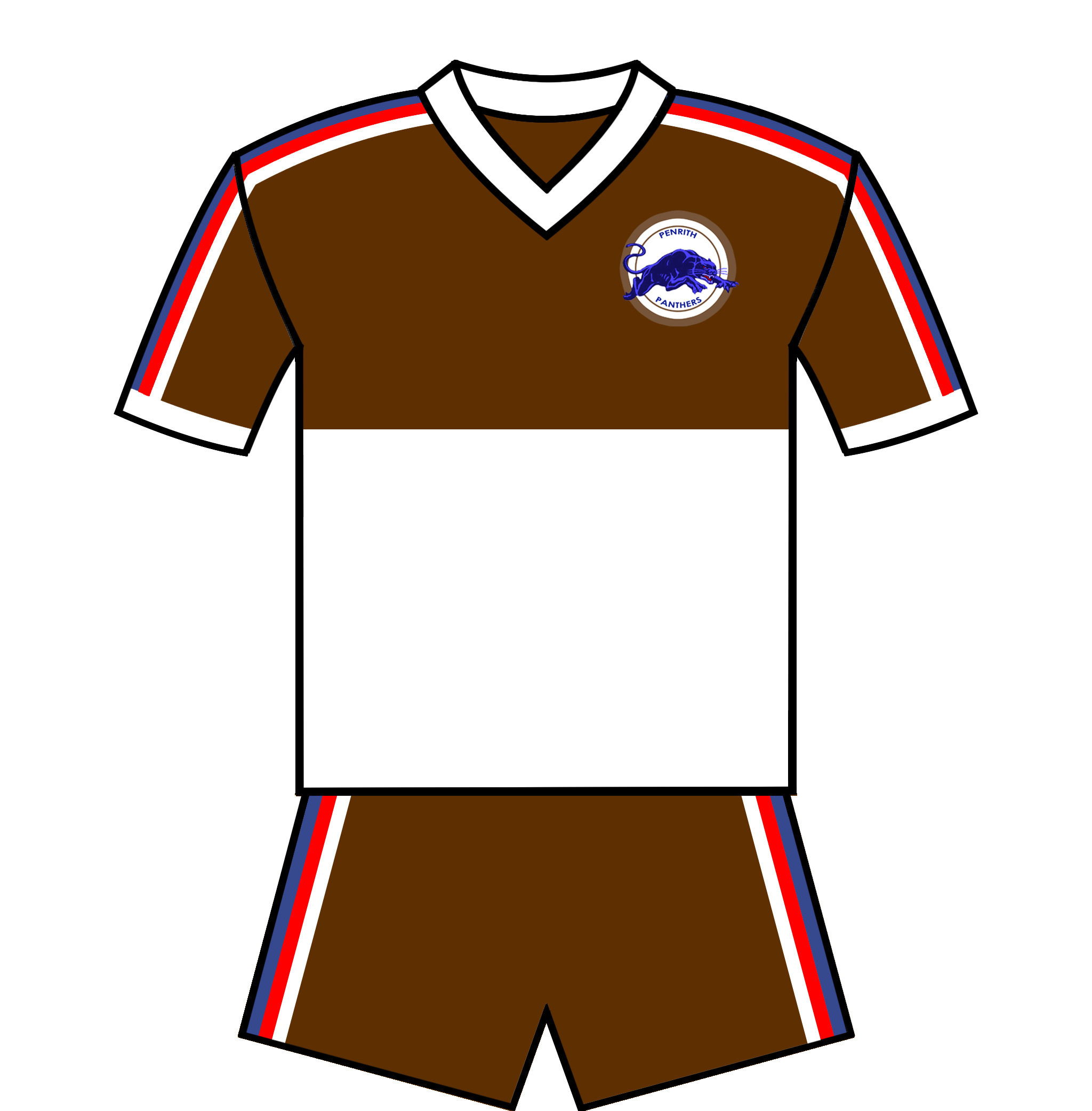
Divisa di casa (1978)
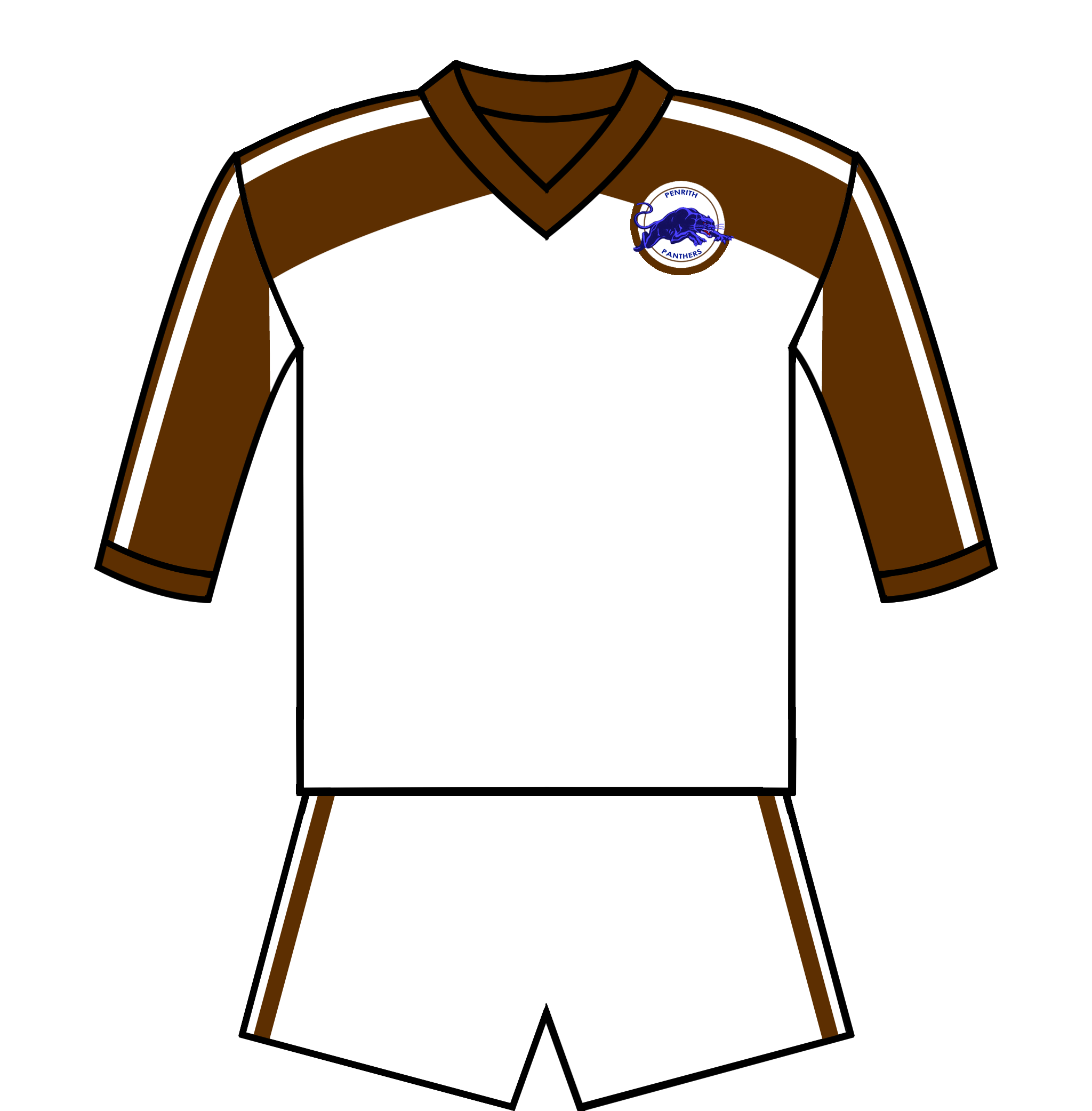
Divisa di casa (1979)
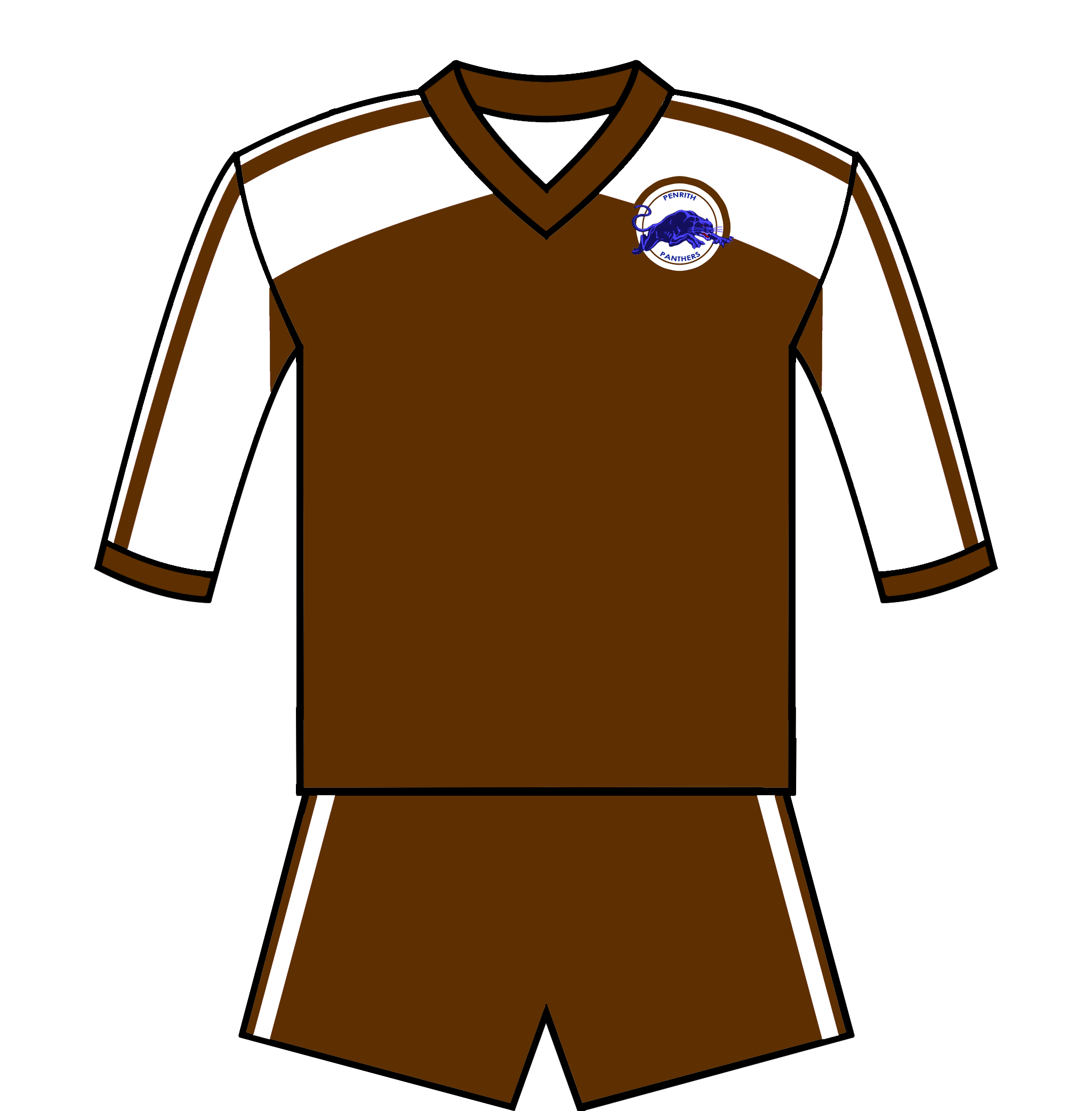
Divisa di casa (1980)
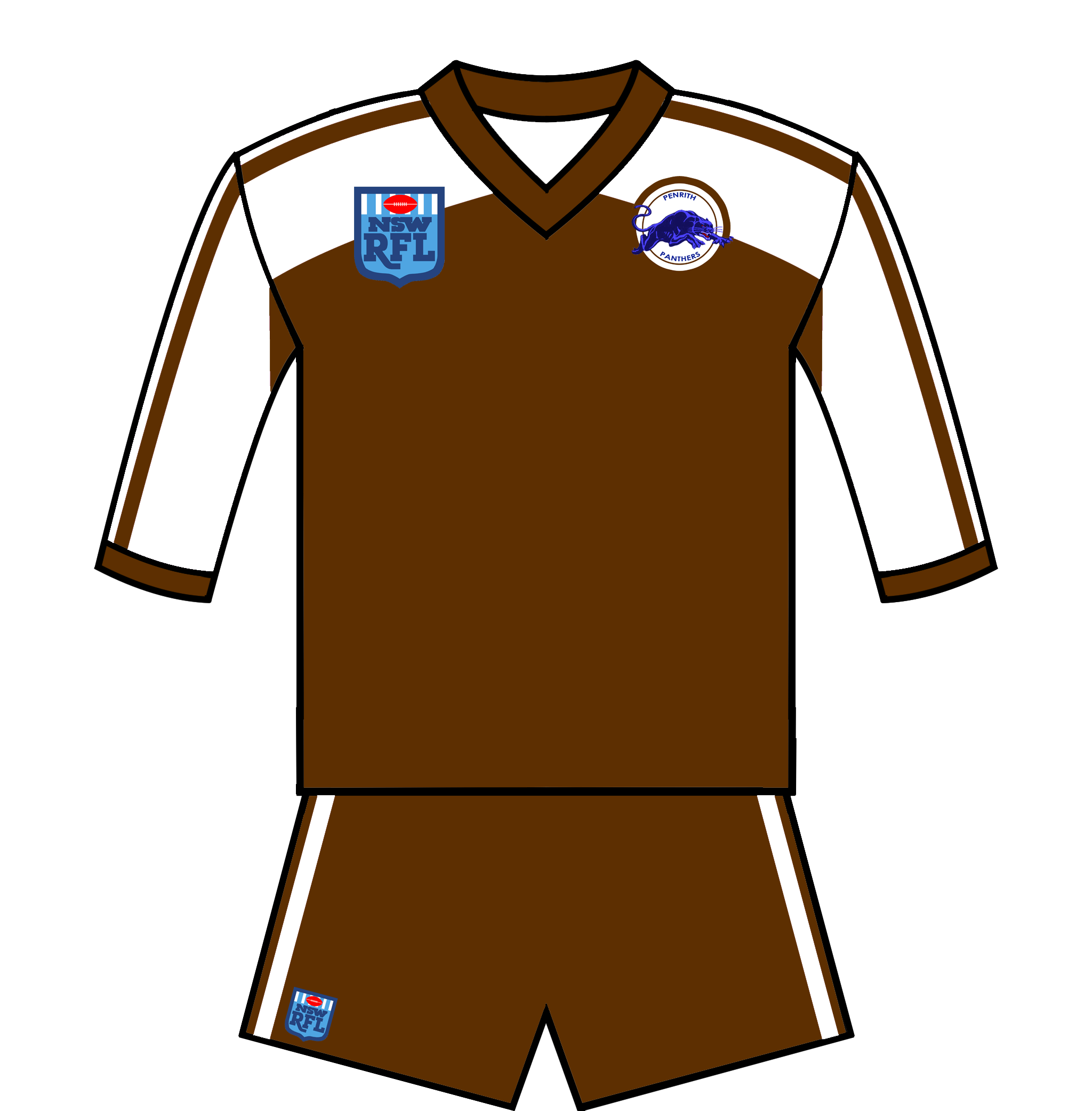
Divisa di casa (1983)
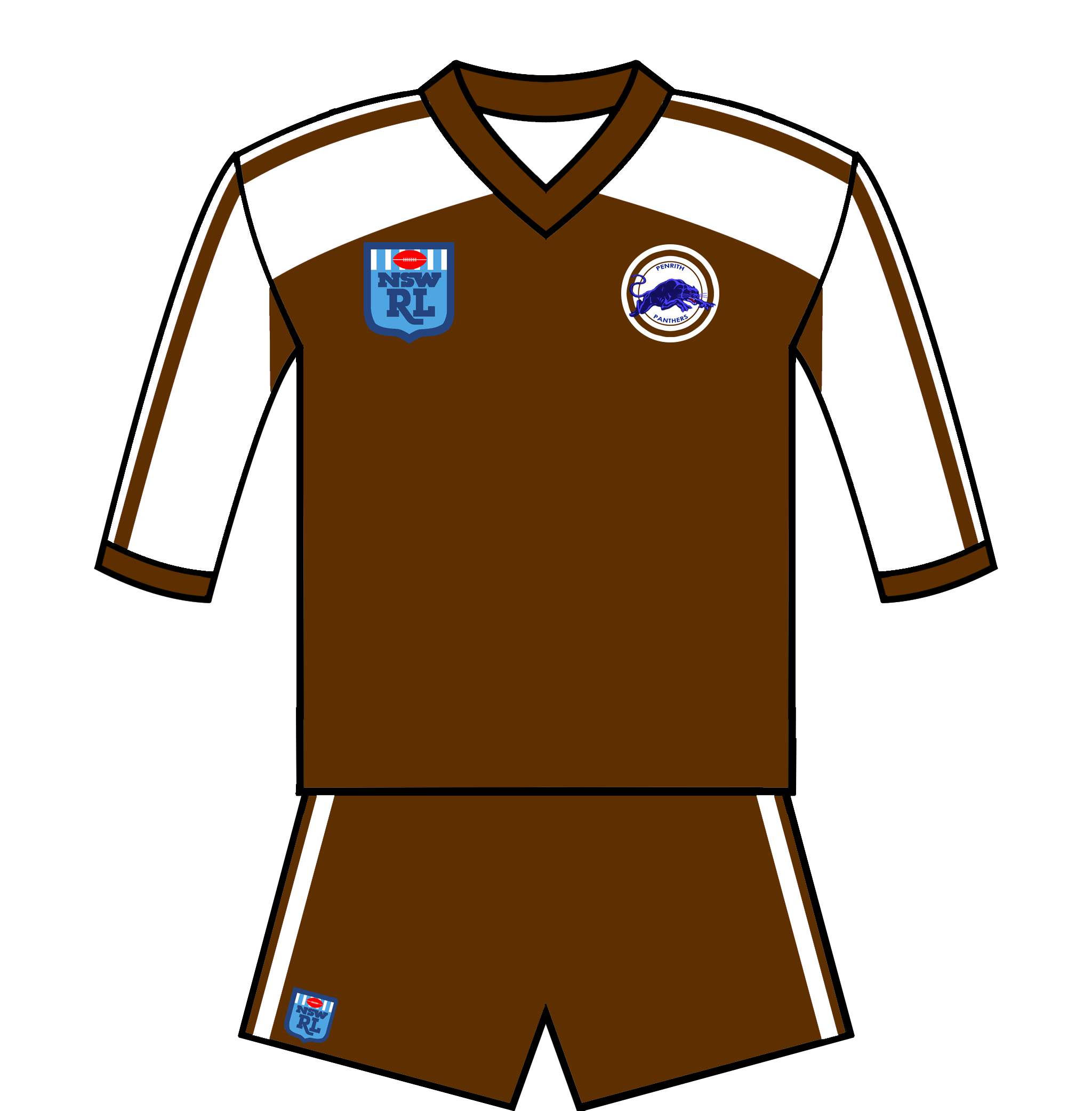
Divisa di casa (1984)
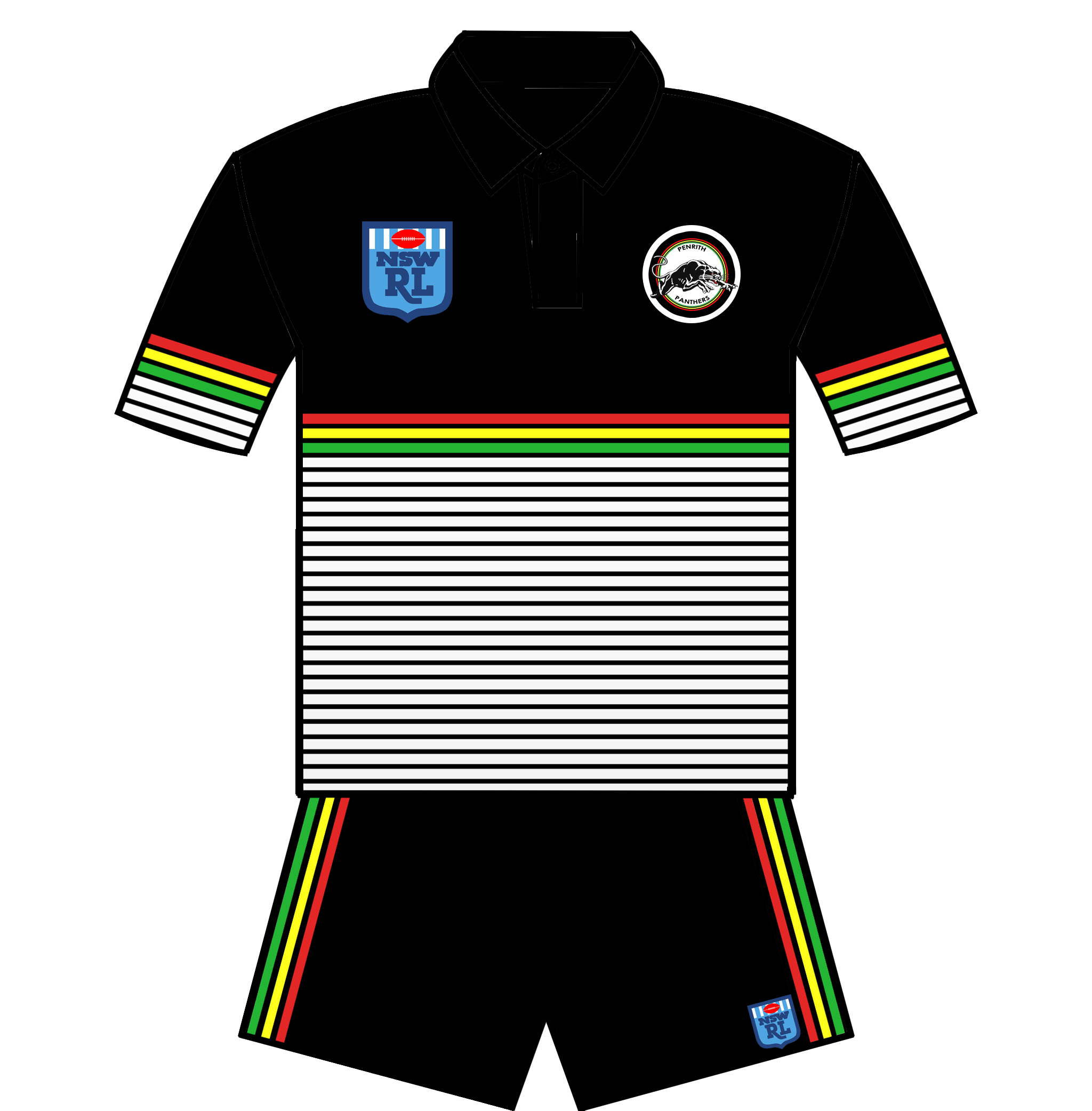
Divisa di casa (1991)
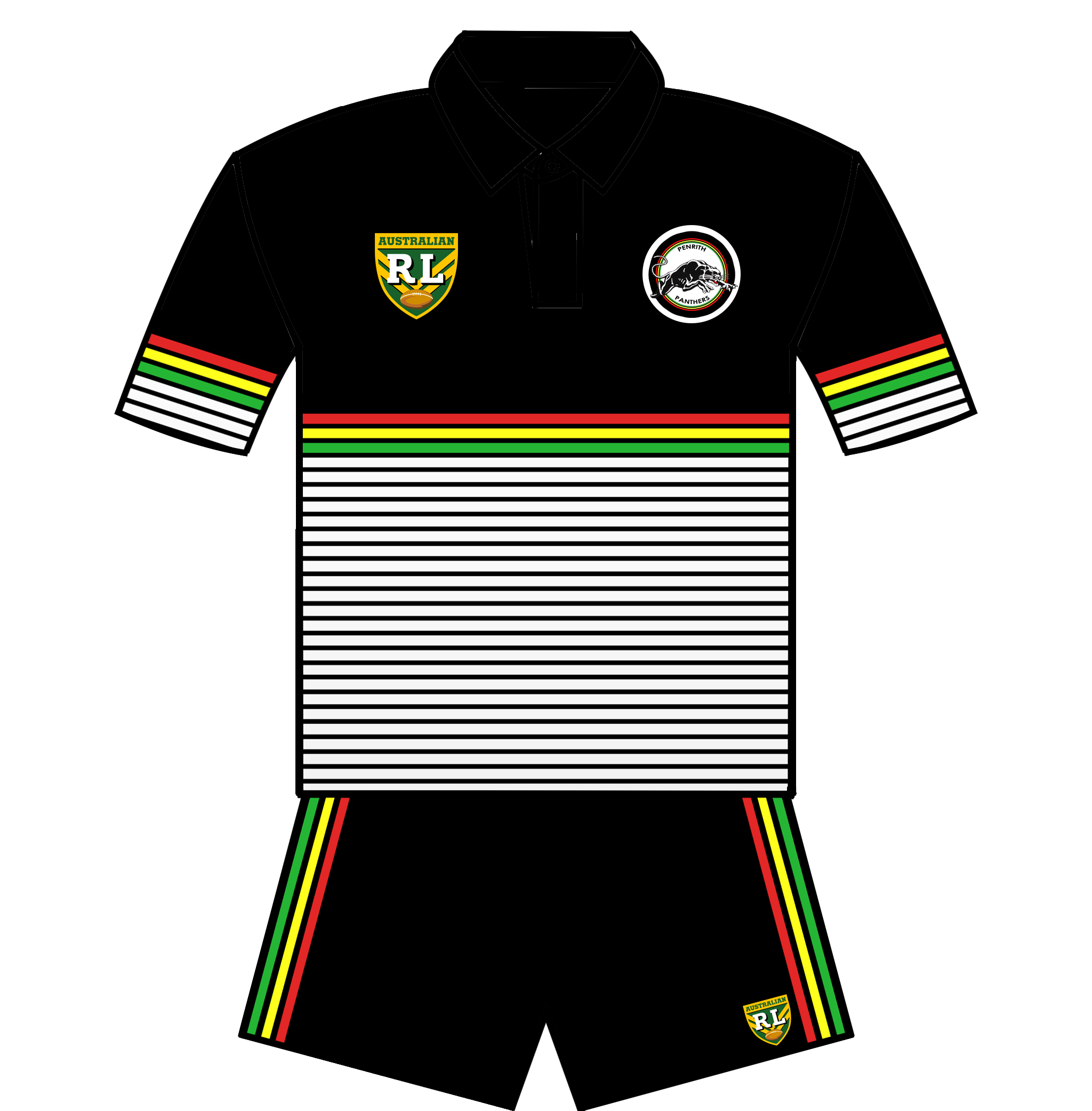
Divisa di casa (1995)
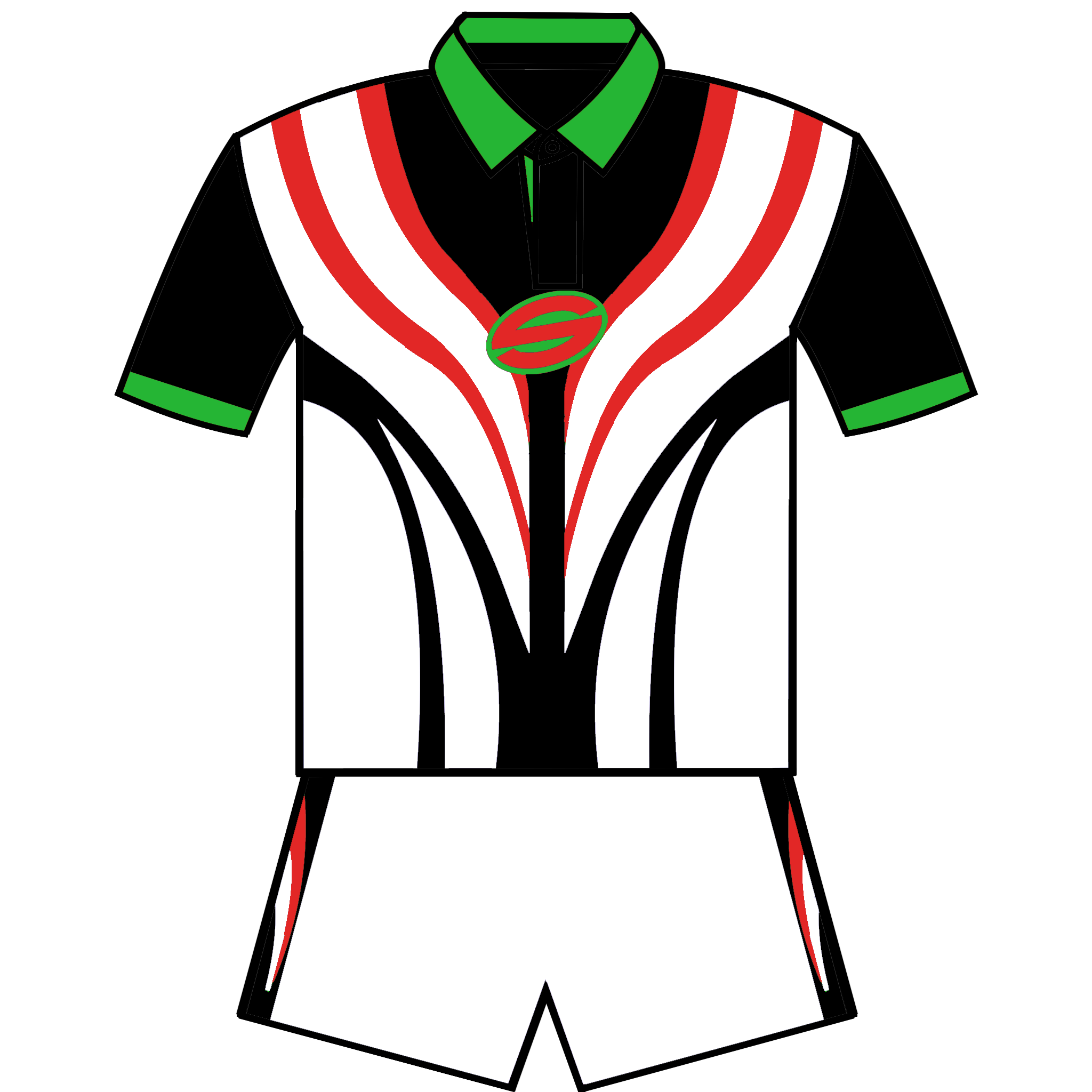
Divisa di casa (1997)
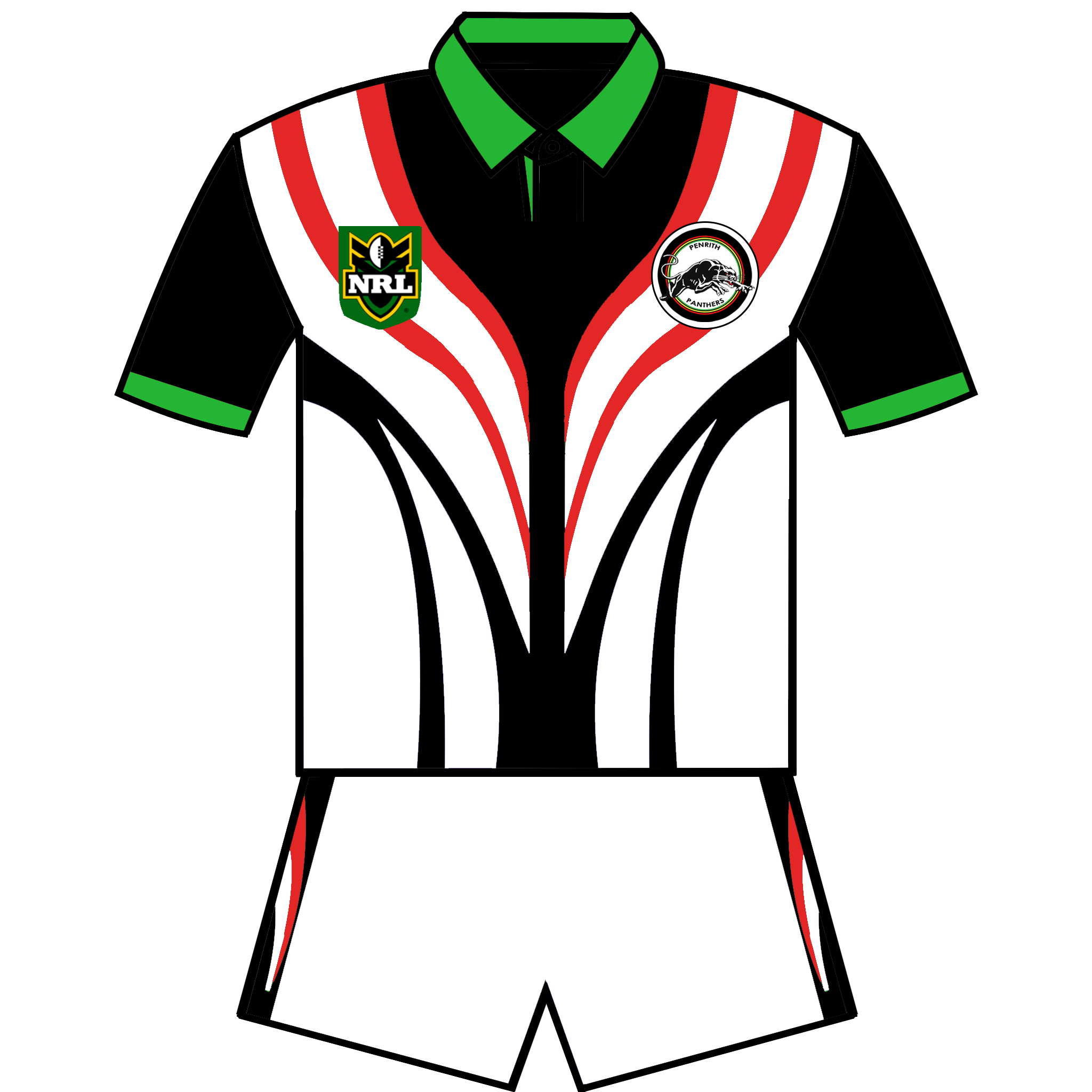
Divisa di casa (1998)
Divisa di casa (2017)

### Divise di trasferta

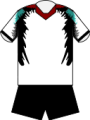
Divisa di trasferta (2007–2009)
Divisa di trasferta (2017)

### Divise speciali

Pink Panthers (2013-2015)
Pink Panthers (2017)

### Divise del Rugby a 9

NRL Nines (2017)

## Penrith Panthers Leagues Club

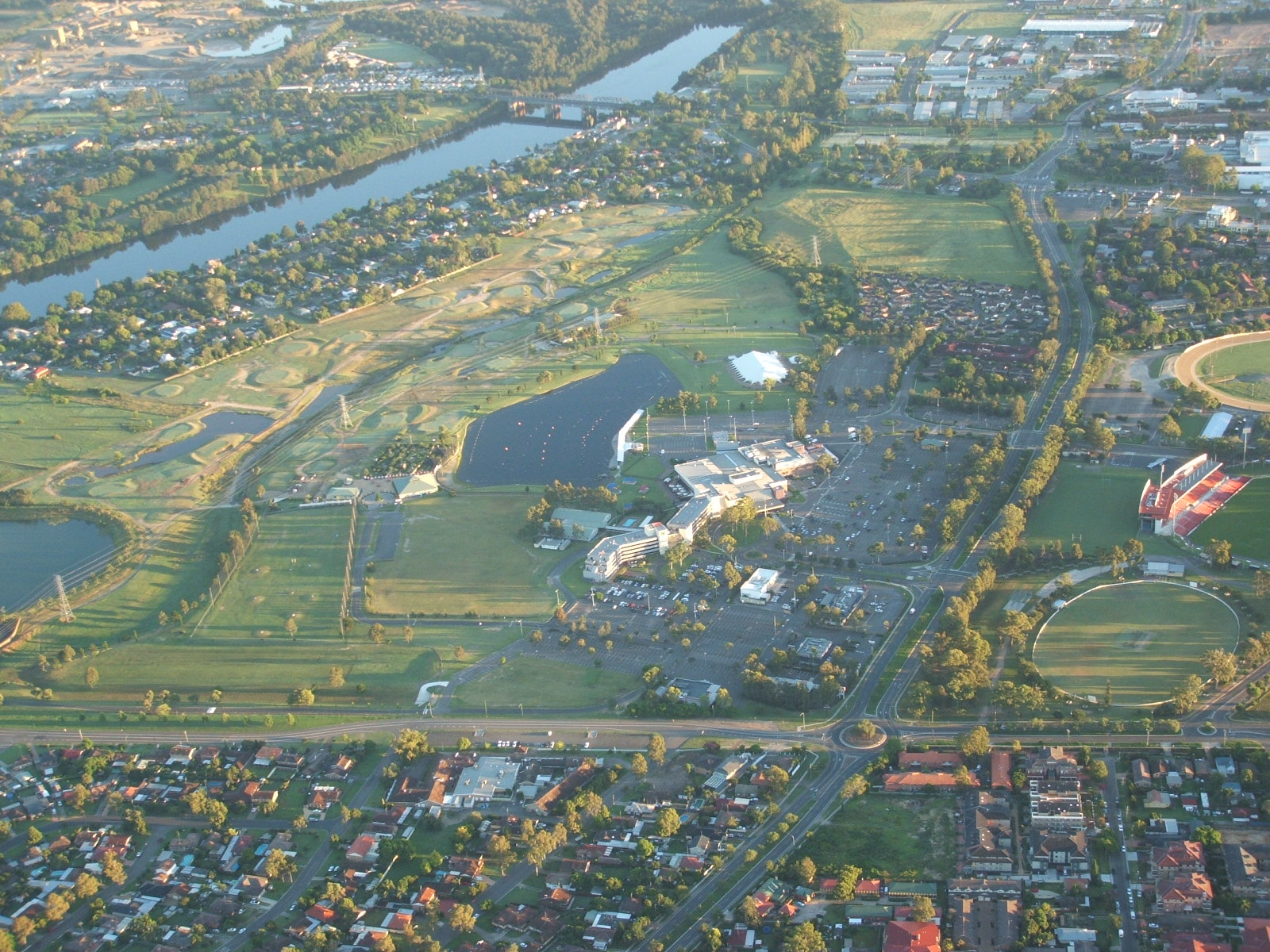
Fotografia aerea del Penrith Panthers Leagues Club complex, a Penrith

Il Penrith Panthers Rugby League Football Club è il maggior finanziatore del Penrith Panthers Leagues Club (di proprietà della Panthers Entertainment Group).
La Panthers Entertainment Group ha 6 club su licenza nel Nuovo Galles del Sud – Penrith, Port Macquarie, Bathurst, North Richmond, Glenbrook e Wallacia. Questi clubs forniscono un'ampia gamma di attività per i membri, le loro famiglie e invitati.

## Giocatori

### Squadra 2018
- Waqa Blake - centro, ala
- Reagan Campbell-Gillard - pilone
- Nathan Cleary - mediano di mischia
- Christian Crichton - ala
- Dylan Edwards - estremo, ala
- Wayde Egan - tallonatore
- Kaide Ellis - terza linea, seconda linea
- James Fisher-Harris - seconda linea, terza linea, pilone
- Corey Harawira-Naera - seconda linea
- Sione Katoa - tallonatore, terza linea
- Viliame Kikau - pilone, seconda linea
- Moses Leota - pilone
- Josh Mansour - ala
- Tyrone May - mediano d'apertura, terza linea
- Sam McKendry - pilone
- Trent Merrin - terza linea, pilone
- Tyrone Peachey - terza linea, seconda linea, mediano d'apertura, centro
- James Tamou - pilone
- Peter Wallace (c) - mediano di mischia, mediano d'apertura, tallonatore
- Dallin Watene-Zelezniak -ala
- Dean Whare - centro, estremo, ala
- Isaah Yeo - seconda linea, centro

### Squadra Estesa
- Tim Browne - pilone
- Jarome Luai - mediano d'apertura
- Tyrone Philips - ala, estremo
- Tony Satini - centro
- Jayden Walker -  seconda linea

### Staff allenatori
Allenatore: Anthony Griffin
Assistenti allenatori: 
- Cameron Ciraldo
- Guy Missio
- Ben Harden

## Ingaggi
- James Maloney - ingaggiato dai Cronulla-Sutherland Sharks fino alla fine del 2020
- Tyrone Philips - ingaggiato dai Canterbury-Bankstown Bulldogs fino alla fine del 2018
- Jayden Walker - ceduto dai Cronulla-Sutherland Sharks fino alla fine del 2018

### Ceduti
- Sitaleki Akauola - ceduto ai Warrington Wolves fino alla fine del 2019
- Bryce Cartwright - ceduto ai Gold Coast Titants fino alla fine del 2021
- Mason Cerruto - ceduto ai Canterbury-Bankstown Bulldogs fino alla fine del 2018
- Leilani Latu - ceduto ai Gold Coast Titans fino alla fine del 2020
- Matt Moylan - ceduto ai Cronulla-Sutherland Sharks fino alla fine del 2021
- Darren Nicholls - ceduto ai St. George Illawarra Dragons fino alla fine del 2019
- Mitch Rein - ceduto ai Gold Coast Titans fino alla fine del 2018

## Giocatori famosi

### Squadra delle Leggende dei Panthers
Il 4 ottobre del 2006, una Squadra delle Leggende dei Panthers venne scelta da un comitato di esperti e nomitana alla sera del galà annuale dei Panthers.
- 399 - Rhys Wesser - estremo
- 7 - Bob Landers - ala
- 14 - Grahame Moran - centro
- 337 - Ryan Girlder - centro
- 280 - Alan McIndoe - ala
- 286 - Brad Fittler - mediano d'apertura
- 228 - Greg Alexander - mediano di mischia
- 50 - Terry Geary - pilone
- 181 - Royce Simmons - tallonatore
- 62 - Tim Sheens - pilone
- 248 - John Cartwright - seconda linea
- 100 - Bill Ashurst - seconda linea
- 260 - Colin van der Voort - terza linea
- 383 - Craig Gower - riserva
- 196 - Brad Izzard - riserva
- 262 - Mark Geyer - riserva
- 393 - Tony Puletua - riserva

### Hall of Fame
Il 25 giugno del 2016, i Panthers nominarono i quattro membri del Hall of Fame inaugurale: Grahame Moran, Royce Simmons, Greg Alexander e Craig Gower.

## Allenatori
Ci sono stati 18 allenatori dei Panthers sin dalla loro prima stagione nel 1967.
| N° | Nome             | Stagioni   | Partite | Vinte | Pari | Perse | Percentuale vittorie | Premiers | Secondi posti | Minor premiers | Cucchiai di legno | Note                                   |
| -- | ---------------- | ---------- | ------- | ----- | ---- | ----- | -------------------- | -------- | ------------- | -------------- | ----------------- | -------------------------------------- |
| 1  | Leo Trevena      | 1967, 1973 | 44      | 10    | 2    | 32    | 22.7                 | —        | —             | —              | 1973              | —                                      |
| 2  | Bob Boland       | 1968-1972  | 110     | 39    | 3    | 68    | 35.5                 | —        | —             | —              | —                 | —                                      |
| 3  | Jack Clare       | 1974       | 22      | 9     | 0    | 13    | 40.9                 | —        | —             | —              | —                 | —                                      |
| 4  | Mike Stephenson  | 1975       | 16      | 6     | 0    | 10    | 37.5                 | —        | —             | —              | —                 | As captain-coach                       |
| 5  | Barry Harris     | 1975-76    | 28      | 9     | 2    | 17    | 32.1                 | —        | —             | —              | —                 | —                                      |
| 6  | Don Parish       | 1977-78    | 44      | 10    | 3    | 31    | 22.7                 | —        | —             | —              | —                 | —                                      |
| 7  | Len Stacker      | 1979-81    | 66      | 16    | 3    | 47    | 24.2                 | —        | —             | —              | 1980              | —                                      |
| 8  | John Peard       | 1982-83    | 52      | 16    | 1    | 35    | 30.8                 | —        | —             | —              | —                 | —                                      |
| 9  | Tim Sheens       | 1984-87    | 98      | 43    | 4    | 51    | 43.9                 | —        | —             | —              | —                 | Club's first finals appearance in 1985 |
| 10 | Ron Willey       | 1988-89    | 47      | 31    | 0    | 16    | 66.0                 | —        | —             | —              | —                 | —                                      |
| 11 | Phil Gould       | 1990-94    | 109     | 61    | 4    | 44    | 56.0                 | 1991     | 1990          | 1991           | —                 | —                                      |
| 12 | Graham Rogers    | 1992       | 1       | 0     | 0    | 1     | 0.0                  | —        | —             | —              | —                 | Allenatore ad interim                  |
| 13 | Royce Simmons    | 1994-2001  | 177     | 76    | 4    | 97    | 42.9                 | —        | —             | —              | 2001              | —                                      |
| 14 | John Lang        | 2002-06    | 125     | 65    | 0    | 60    | 52.0                 | 2003     | —             | 2003           | —                 | —                                      |
| 15 | Matthew Elliott  | 2007-11    | 111     | 49    | 2    | 60    | 44.1                 | —        | —             | —              | 2007              | —                                      |
| 16 | Steve Georgallis | 2011       | 11      | 4     | 0    | 7     | 36.4                 | —        | —             | —              | —                 | Allenatore ad interim                  |
| 17 | Ivan Cleary      | 2012-15    | 98      | 44    | 0    | 54    | 44.9                 | —        | —             | —              | —                 | —                                      |
| 18 | Anthony Griffin  | 2016-      | 52      | 29    | 0    | 23    | 55.8                 | —        | —             | —              | —                 | Incombente                             |

## Record
- Più punti in una partita: 30 segnati da Michael Gordon nella giornata 24, 2010 NRL season.
- Vittoria più grande: 72-12 contro Manly-Warringah Sea Eagles, 7 agosto, 2004

## Tifosi
Tifosi famosi
- Kurt Fearnley, corridore paralimpico[14]
- Mick Fanning, surfista professionista[15]
- Matthew Nielsen, cestista olimpico[16]
- James Courtney, pilota della Supercars[17]
- Leonardo Zappavigna, Puglie professionista australiano
- Nathan Bracken, cricketista australiano[14]
- Patrick Cummins, cricketista australiano[18]
- John Hastings, cricketista australiano[14]

## Statistiche di stagione
| Stagione | Pos  | G  | V  | Par. | Per. | B | F   | Media | +/-  | Pti | punteggio di meter                    | Massimo Realizzatore punti | Pubblico* |
| -------- | ---- | -- | -- | ---- | ---- | - | --- | ----- | ---- | --- | ------------------------------------- | -------------------------- | --------- |
| 1967     | 11th | 22 | 5  | 2    | 15   | 0 | 203 | 352   | −149 | 12  | Bob Landers (6) David Applebee (6)    | Bob Landers (88)           | 7,505     |
| 1968     | 8th  | 22 | 11 | 0    | 11   | 0 | 298 | 352   | −54  | 22  | Bob Mara (9)                          | Bob Landers (90)           | 10,628    |
| 1969     | 10th | 22 | 6  | 1    | 15   | 0 | 311 | 398   | −87  | 13  | Mal McMartin (7)                      | Bob Landers (158)          | 4,974     |
| 1970     | 10th | 22 | 7  | 1    | 14   | 0 | 292 | 406   | −114 | 15  | Reg Hatton (11)                       | Bob Landers (92)           | 7,180     |
| 1971     | 8th  | 22 | 10 | 0    | 12   | 0 | 283 | 372   | -89  | 20  | Grahame Moran (8)                     | Bruce Ward (85)            | 6,404     |
| 1972     | 11th | 22 | 5  | 1    | 16   | 0 | 278 | 490   | -212 | 11  | Noel Sing (7)                         | Norm Gilligan (43)         | 4,959     |
| 1973     | 12th | 22 | 5  | 0    | 17   | 0 | 272 | 525   | -253 | 10  | Ron Lynch (7)                         | Bruce Ward (39)            | 5,020     |
| 1974     | 9th  | 22 | 9  | 0    | 13   | 0 | 353 | 465   | -112 | 18  | Glenn West (14)                       | Reg Walton (136)           | 7,594     |
| 1975     | 11th | 22 | 7  | 1    | 14   | 0 | 312 | 452   | -140 | 15  | Gary Allsopp (8)                      | Bill Ashurst (91)          | 9,087     |
| 1976     | 9th  | 22 | 8  | 1    | 13   | 0 | 352 | 333   | +19  | 17  | John King (10)                        | Ken Wilson (130)           | 9,429     |
| 1977     | 10th | 22 | 6  | 1    | 15   | 0 | 319 | 408   | -89  | 13  | Kevin Dann (9)                        | Ken Wilson (97)            | 7,400     |
| 1978     | 10th | 22 | 4  | 2    | 16   | 0 | 206 | 463   | -257 | 10  | Ross Gigg (7)                         | Phil Gould (77)            | 6,143     |
| 1979     | 10th | 22 | 6  | 2    | 14   | 0 | 311 | 473   | -162 | 14  | Steve Martin (13)                     | Kevin Dann (61)            | 8,540     |
| 1980     | 12th | 22 | 2  | 1    | 19   | 0 | 294 | 556   | -262 | 5   | Marvin Hicks (12)                     | Peter Schofield (81)       | 7,674     |
| 1981     | 11th | 22 | 8  | 0    | 14   | 0 | 305 | 350   | -45  | 16  | Kevin Dann (9)                        | Kevin Dann (89)            | 8,876     |
| 1982     | 12th | 26 | 7  | 1    | 18   | 0 | 375 | 441   | -66  | 15  | Brad Izzard (9)                       | Kevin Dann (66)            | 7,263     |
| 1983     | 11th | 26 | 9  | 0    | 17   | 0 | 476 | 647   | -171 | 18  | Chris Houghton (10)                   | Mark Levy (74)             | 4,959     |
| 1984     | 7th  | 26 | 12 | 1    | 11   | 2 | 409 | 401   | -8   | 29  | Brad Izzard (11)                      | Mark Levy (142)            | 8,564     |
| 1985     | 5th  | 24 | 13 | 1    | 10   | 2 | 460 | 379   | +81  | 31  | Greg Alexander (13)                   | Greg Alexander (192)       | 7,520     |
| 1986     | 8th  | 24 | 11 | 1    | 12   | 2 | 446 | 394   | +52  | 27  | Greg Alexander (11)                   | Greg Alexander (183)       | 7,520     |
| 1987     | 12th | 24 | 6  | 1    | 17   | 2 | 274 | 399   | -125 | 17  | Mark Robinson (7)                     | Greg Alexander (57)        | 6,922     |
| 1988     | 5th  | 22 | 15 | 0    | 7    | 0 | 394 | 258   | +136 | 30  | David Greene (12)                     | Neil Baker (141)           | 9,079     |
| 1989     | 2nd  | 22 | 16 | 0    | 6    | 0 | 438 | 241   | +197 | 32  | Greg Alexander (15)                   | Neil Baker (131)           | 8,935     |
| 1990     | 3rd  | 22 | 15 | 1    | 6    | 0 | 415 | 286   | +129 | 31  | Alan McIndoe (14)                     | Greg Alexander (170)       | 10,025    |
| 1991     | 1st  | 22 | 17 | 1    | 4    | 0 | 483 | 250   | +233 | 35  | Graham Mackay (16)                    | Greg Alexander (139)       | 11,844    |
| 1992     | 9th  | 22 | 11 | 0    | 11   | 0 | 274 | 309   | -35  | 22  | Brad Fittler (6)                      | Andrew Leeds (94)          | 10,967    |
| 1993     | 12th | 22 | 7  | 0    | 15   | 0 | 314 | 428   | -114 | 18  | Ryan Girdler (8)                      | Greg Alexander (88)        | 9,463     |
| 1994     | 8th  | 22 | 10 | 2    | 10   | 0 | 404 | 448   | -44  | 22  | Graham Mackay (15)                    | Graham Mackay (108)        | 11,021    |
| 1995     | 14th | 22 | 9  | 0    | 13   | 0 | 481 | 484   | -3   | 18  | Robbie Beckett (10) Ryan Girdler (10) | Ryan Girdler (150)         | 8,022     |
| 1996     | 15th | 21 | 7  | 1    | 6    | 0 | 363 | 464   | +101 | 15  | Robbie Beckett (9)                    | Ryan Girdler (162)         | 5,351     |
| 1997     | 5th  | 18 | 9  | 0    | 9    | 0 | 431 | 462   | -31  | 18  | Ryan Girdler (11)                     | Ryan Girdler (197)         | 7,673     |
| 1998     | 14th | 24 | 8  | 2    | 14   | 0 | 525 | 580   | -55  | 18  | Robbie Beckett (12)                   | Ryan Girdler (134)         | 9,272     |
| 1999     | 10th | 24 | 11 | 1    | 12   | 2 | 492 | 428   | +64  | 27  | Ryan Girdler (18)                     | Ryan Girdler (229)         | 12,495    |
| 2000     | 5th  | 26 | 15 | 0    | 11   | 0 | 573 | 562   | +11  | 30  | Ryan Girdler (13)                     | Ryan Girdler (210)         | 14,305    |
| 2001     | 14th | 26 | 7  | 0    | 19   | 0 | 521 | 847   | -326 | 14  | Chris Hicks (13)                      | Ryan Girdler (124)         | 14,353    |
| 2002     | 12th | 24 | 7  | 0    | 17   | 2 | 546 | 654   | -108 | 18  | Rhys Wesser (19)                      | Ryan Girdler (100)         | 11,008    |
| 2003     | 1st  | 24 | 18 | 0    | 6    | 2 | 659 | 527   | +132 | 40  | Rhys Wesser (25)                      | Preston Campbell (164)     | 17,771    |
| 2004     | 4th  | 24 | 15 | 0    | 9    | 2 | 672 | 567   | +105 | 34  | Amos Roberts (23)                     | Amos Roberts (156)         | 17,587    |
| 2005     | 10th | 24 | 11 | 0    | 13   | 2 | 554 | 554   | 0    | 26  | Rhys Wesser (14)                      | Preston Campbell (190)     | 15,576    |
| 2006     | 12th | 24 | 10 | 0    | 14   | 2 | 510 | 587   | -77  | 24  | Rhys Wesser (19)                      | Preston Campbell (163)     | 11,579    |
| 2007     | 16th | 24 | 8  | 0    | 16   | 1 | 539 | 607   | -68  | 18  | Michael Jennings (15)                 | Michael Gordon (150)       | 12,035    |
| 2008     | 12th | 24 | 10 | 1    | 13   | 2 | 504 | 611   | -107 | 25  | Michael Jennings (12)                 | Michael Gordon (120)       | 10,899    |
| 2009     | 11th | 24 | 11 | 1    | 12   | 2 | 515 | 589   | -74  | 27  | Michael Jennings (17)                 | Michael Gordon (126)       | 13,719    |
| 2010     | 2nd  | 24 | 15 | 0    | 9    | 2 | 645 | 489   | +156 | 34  | Lachlan Coote (17)                    | Michael Gordon (270)       | 13,056    |
| 2011     | 12th | 24 | 9  | 0    | 15   | 2 | 430 | 517   | -87  | 22  | Lachlan Coote (12) David Simmons (12) | Michael Gordon (66)        | 12,299    |
| 2012     | 15th | 24 | 8  | 0    | 16   | 2 | 409 | 575   | -166 | 20  | Michael Jennings (10)                 | Luke Walsh (40)            | 10,858    |
| 2013     | 10th | 24 | 11 | 0    | 13   | 2 | 495 | 554   | -59  | 26  | David Simmons (19)                    | Luke Walsh (159)           | 10,337    |
| 2014     | 4th  | 24 | 15 | 0    | 9    | 2 | 506 | 426   | +80  | 34  | Josh Mansour (15)                     | Jamie Soward (155)         | 11,462    |
| 2015     | 11th | 24 | 9  | 0    | 15   | 2 | 399 | 477   | -78  | 22  | David Simmons (9)                     | Matt Moylan (50)           | 11,544    |
| 2016     | 6th  | 24 | 14 | 0    | 10   | 2 | 563 | 463   | 100  | 32  | Josh Mansour (16)                     | Nathan Cleary (118)        | 13,567    |
| 2017     | 7th  | 24 | 13 | 0    | 11   | 2 | 504 | 459   | 46   | 30  | Nathan Cleary (11)                    | Nathan Cleary (228)        | 12,922    |

* Media pubblico in casa